# Єлена де Белдер-Ковачич
Єлена де Бельдер-Ковачич (23 серпня 1925 - 31 серпня 2003) — словенсько-бельгійський ботанік і садівник, яка активно працювала над систематикою та збереженням екземплярів рослин, здобула міжнародну репутацію для розвитку Арборети Калмута та Дендропарку. Кілька різновидів рослин, вирощені нею, були визнані нагородами Королівського садівничого товариства в Лондоні, і її нагородили баронесою Альбертом II з Бельгії за її внесок у дендрологію.

## Раннє життя
Єлена Ковачич народилася 23 серпня 1925 року в Ясеноваці, Королівство сербів, хорватів та словенців. Її батьки, Ельза Зорчич та Андрій Ковалич, були етнічно словенцями родом з Бізельського, мерії Брежице. Початкову школу дівчинка відвідувала  в Кнежево, а потім пішла вчитися у гімназії в Осієка та Птуя. Після закінчення середньої освіти у 1947 р. Ковачич вступила  до Загребського університету. Закінчивши в 1951 р. навчання за спеціальністю агрономія, вона працювала рік у міському розпліднику на околиці Загреба, а потім у 1953 році отримала рідкісний дозвіл з Югославії на навчання за кордоном. Вона провела 1953 рік у Данії, навчаючись у розпліднику Петерсена, а потім поїхала до Німеччини, щоб здобути досвід роботи  на садівничих майданчиках у Шлезвіг-Гольштейні. Наступного року поїхала до Зундерта в Нідерландах, щоб навчатися в розпліднику Ломбартс.
Почувши, що у старовинному розпліднику Корт у Калмуті  були історичні та рідкісні  дерева псевдокамелії Stewartia , Ковачич поїхала туди на велосипеді.Там вона дізналася, що дитячий сад, заснований у 1856 р., був придбаний  у 1952 р. торговецями алмазами Робертом Де Бельдер та його братом Жоржем. Брати зацікавились цим майданчиком, бо старовинна колекція дерев могла бути знищеною - там хотіли встановити  житловий комплекс. Вони придбали ділянку і розширили її (близько 30 соток (12,5 га)) і тим самим  захистили найбільш значні сорти дерев. Брати також заснували Міжнародне товариство дендрології(IDS) в Калмтуті в 1952 році, щоб зберегти  рідкісні  деревні рослини.Під час свого візиту Ковачич запропонувала Роберту спробувати розмножувати рослини відьомський горіх з живців, а не шляхом пересадки. Так вона і приєдналась  до їхньої  справи. А незабаром  між Робертом та Єленою склався роман, через три місяці вони одружилися і  назавжди оселилася в Бельгії.

## Кар'єра
Перша відьомська ліщина, вирощена із живців на майну, який став би відомий як дендропарк Калмут, зацвіла у січні 1955 р. Вона мала яскраві оранжево-коричневі квіти, які відбивали зимове сонце. Роберт назвав сорт, Hamamelis × intermedia Jelena, і  того ж року показав його  на виставці, що відбулася в Лондоні Королівським садівничим товариством. Чагарник отримав Почесну грамоту, це змусило подружжя розробити те, що потім стане одним з найвідоміших дендропарків у світі. Поки Роберт щоденно працював у алмазному бізнесі в Антверпені, Єлена зосередилась на сортуванні зарослих ландшафтів: позначала та ідентифікувала рослини.
У квітні 1955 року подружжя запросило Джожа Стргара (сл) до садиби на навчання і вони цим самим  проклали шлях для навчання з іншими розплідниками Європи.Через десять років  дендропарк набув потужності, і подружжя придбало ще одну, значно більшу садибу, Hemelrijk в Ессені, Бельгія,що містить 250 десятин (101,171 га). Пара добре контактувала з Міжнародним дендрологічним товариством, тому зібрала зразки та створила міжнародну мережу обміну насіння рослин та освіти. Вони також створили велику бібліотеку рідкісних книг про ботаніку та садівництво.Подружжя відоме своєю політикою відкритих дверей щодо запрошення студентів, а також широкої громадськості на навчання в цей заклад, пара приймала понад 350 студентів, серед яких був відомий японський ботанік Мікінорі Огісу.
Єлена де Бельдер-Ковачич також почала розводити рослини, особливо зосередилася на відьомському горіху, Гортензії та Рододендроні, деревах родів Малус і Чорнослив.  Подружжя експериментувало з гортензією paniculata, створюючи культурні сорти, серед яких брюссельське мереживо, бургундське мереживо, зелений шпиль, маленька ягня, рожевий діамант, лебідь, неповторний та "білий молі". Зазвичай у садах був лише один сорт відьом ліщини, оскільки йому потрібна велика площа вирощування. Де Бельдер, розмножувала сорок сортів на Калманту. Один із саджанців, названий на честь їх дочки Діани, отримав Премію садових заслуг у 1993 році від Королівського садівничого товариства за його інтенсивний червоний колір. 
Під час економічного спаду, спричиненого нафтовою кризою, діамантовий бізнес Роберта постраждав у 1980-х роках, і пара перевела дендропарк до провінції Антверпен.  Вони переїхали до свого другого маєтку в Гемелрійку, а де Бельдер продовжував розмножувати декоративні рослини. Вона була автором кулінарної книги « Okus po cvetju: kulinarično popotovanje» (Любляна: DZS, 1994 [Смак до квітів: кулінарна подорож])  та « Життя починається восени» (1998). Де Белдер зняла серію документальних фільмів, які транслювались у Солвенії на національній радіотелевізії Словенії. Вони включали Список у цвіт (Лист і квітка, 1994), Окус по цвіт (Смак квітів, 1998) та Окус по плодові (Смак фруктів, 2003). Після смерті Роберта в 1995 році де Бельдер був підвищений баронесою Бельгії Альбертом II за її внесок у дендрологію.  У 1998 році вона обіймала посаду віце-президента Королівського товариства садівництва. 

## Смерть та спадщина
Єлена де Бельдер-Ковачич  померла, коли відпочивала на острові Крк 31 серпня 2003 року  У 2011 році, на відзначення 20-ї річниці незалежності Словенії, уряд Солвенії посадив липу в дендрарійному кальмуті Кальмут на її честь. 